# Province de Kamphaeng Phet
Kamphaeng Phet (en thaï : กำแพงเพชร) est une province (changwat) de Thaïlande.
Le nom Kamphaeng Phet signifie "mur de diamants".
Elle est située dans le nord du pays et traversée par la Ping, un tributaire de la Chao Phraya. Sa capitale est la ville de Kamphaeng Phet.
La province dispose d'un parc historique, le parc historique de Kamphaeng Phet, classé au patrimoine mondial de l’UNESCO depuis 1991 avec la vieille ville de Sukhothaï et l'autre ville associée Sri Satchanalai.
Kamphaeng Phet s’est fortement développée sous le règne de Li Thaï au XIVe siècle. La situation stratégique de la cité, près de la Birmanie, et entre le centre et le nord du pays, a permis un essor religieux et artistique jusqu’en 1350. Mais le royaume d'Ayutthaya a rapidement englobé celui de Kamphaeng Phet la transformant en simple poste de garnison. Au XVIIIe, les birmans détruisirent la majeure partie de la ville avant d’attaquer Ayutthaya. La population se vida petit à petit jusqu’à la fin du XVIIIe et n’y reviendra qu’une centaine d’années plus tard.
Actuellement la province de Kamphaeng Phet abrite aussi le parc national de Mae Wong, le parc national de Khlong Lan, le parc national de Khlong Wang Chao et le sanctuaire de faune de Khao Son – Khao Sanam Phriang.

## Subdivisions

Carte des amphoe de la province de Kamphaeng Phet.

Kamphaeng Phet est subdivisée en 11 districts (amphoe) : Ces districts sont eux-mêmes subdivisés en 78 sous-districts (tambon) et 823 villages (muban).
1. Mueang Kamphaeng Phet (อำเภอ เมืองกำแพงเพชร)
2. Sai Ngam (อำเภอ ไทรงาม)
3. Khlong Lan (อำเภอ คลองลาน)
4. Khanu Woralaksaburi (อำเภอ ขาณุ วรลักษบุรี)
5. Khlong Khlung (อำเภอ คลองขลุง)
6. Phran Kratai (อำเภอ พราน กระต่าย)
7. Lan Krabue (อำเภอ ลาน กระบือ)
8. Sai Thong Watthana (อำเภอ ทราย ทอง วัฒนา)
9. Pang Sila Thong (อำเภอ ปาง ศิลา ทอง)
10. Bueng Samakkhi (อำเภอ บึง สามัคคี)
11. Kosamphi Nakhon (อำเภอ โกสัมพี นคร)

## Galerie

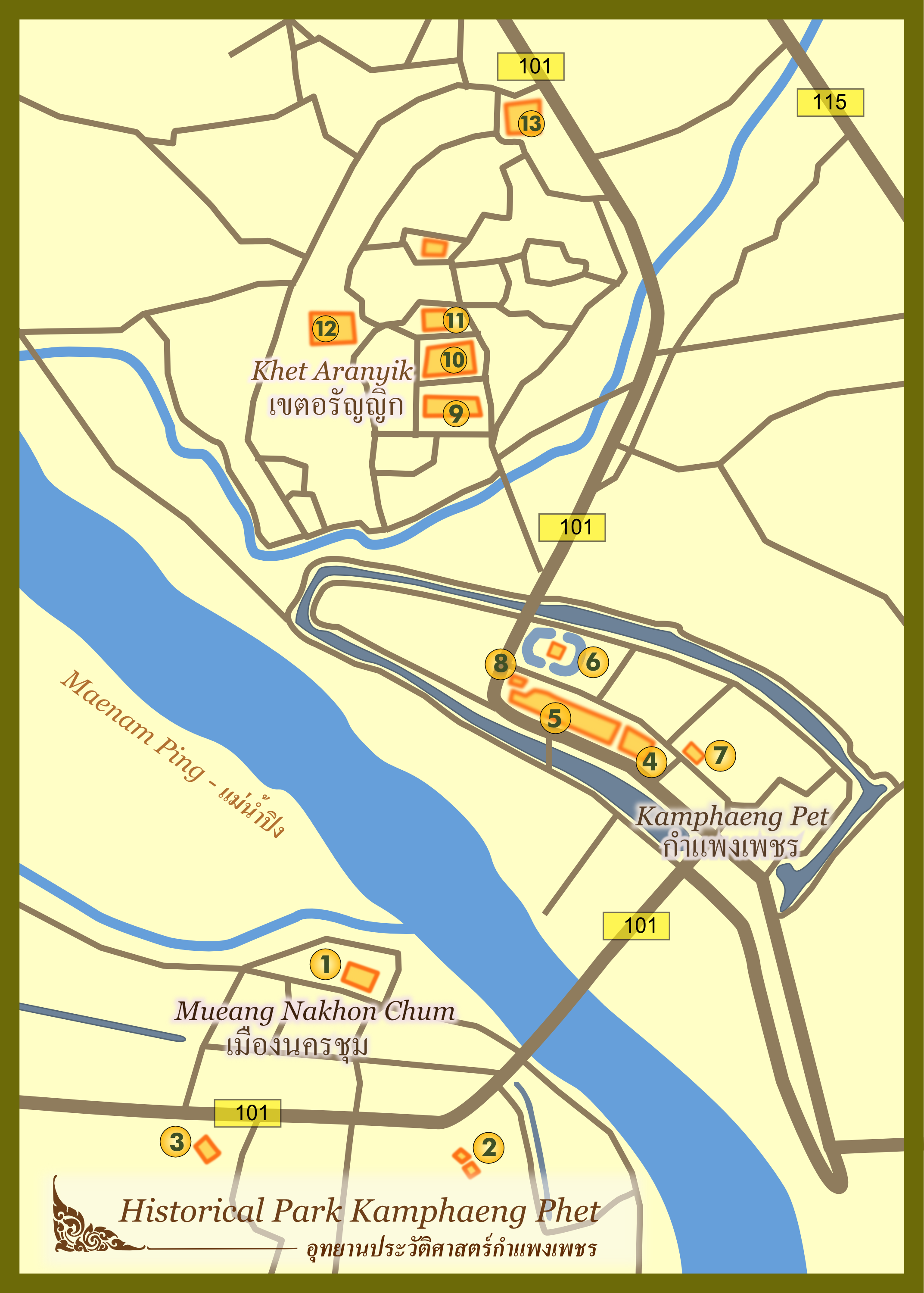
Plan du parc historique de Kamphaeng Phet

Parcs nationaux de la province de Kamphaeng Phet
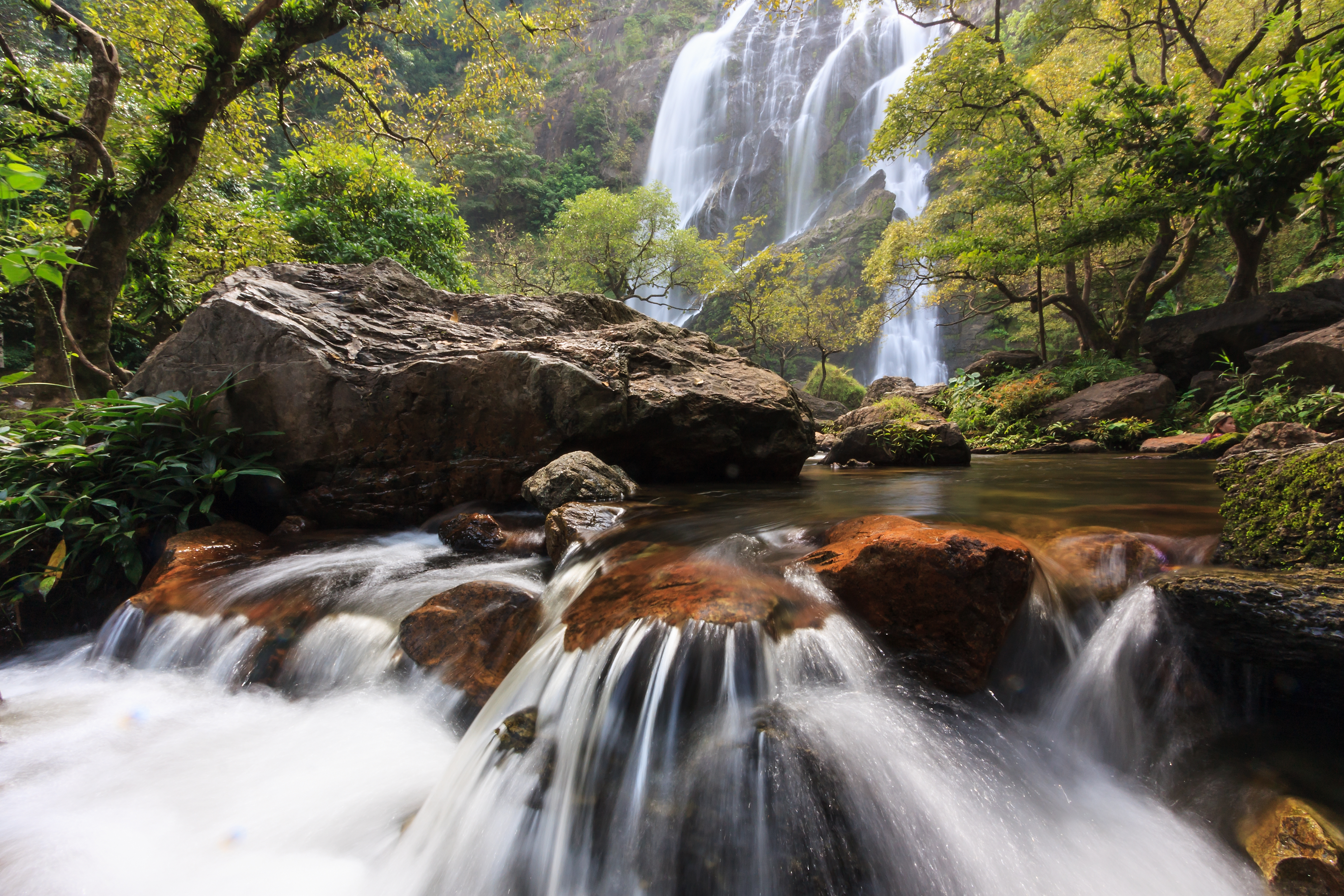
Cascade, Parc national de Khlong Lan
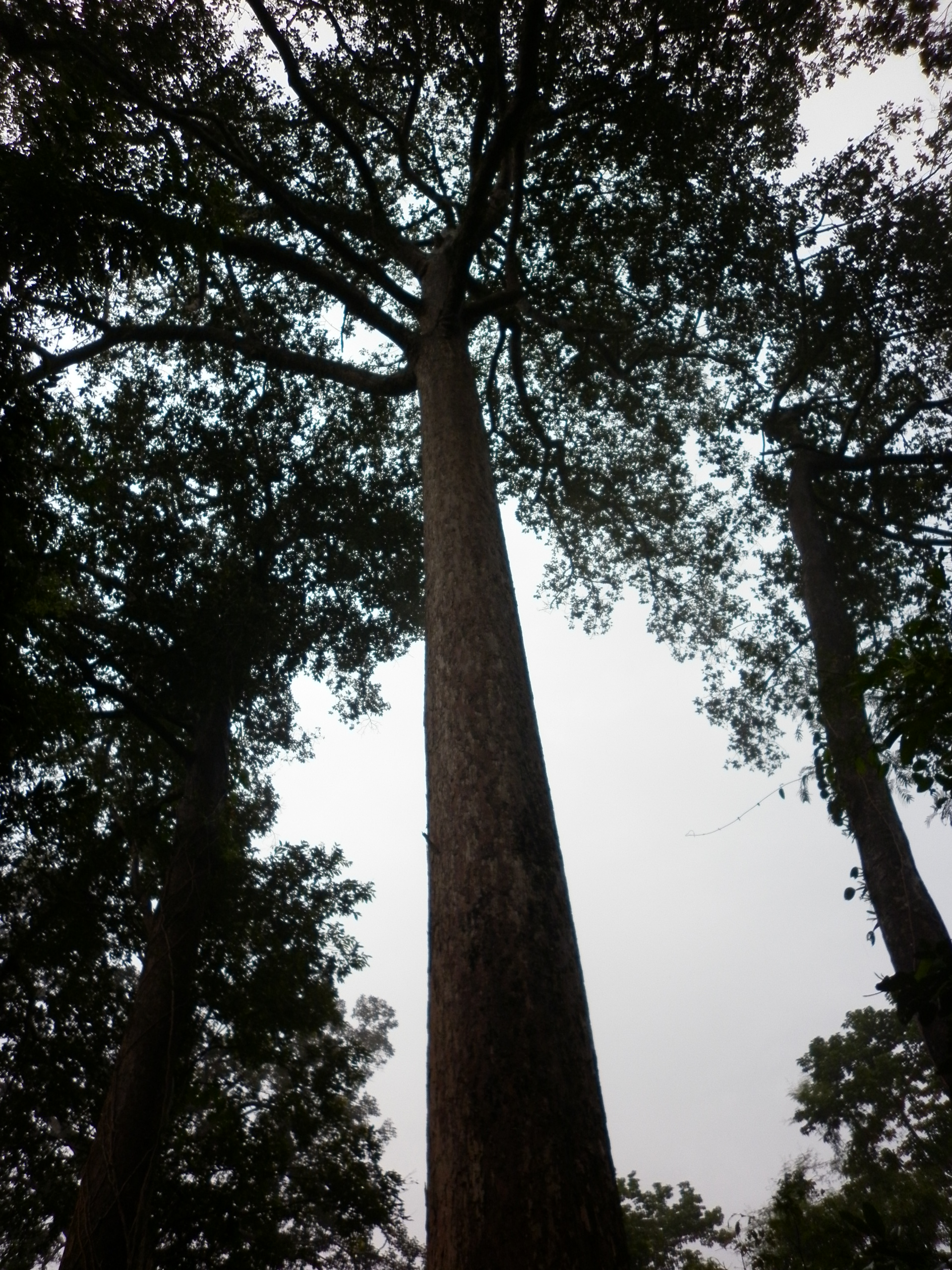
Dipterocarpus alatus, Parc national de Khlong Wang Chao
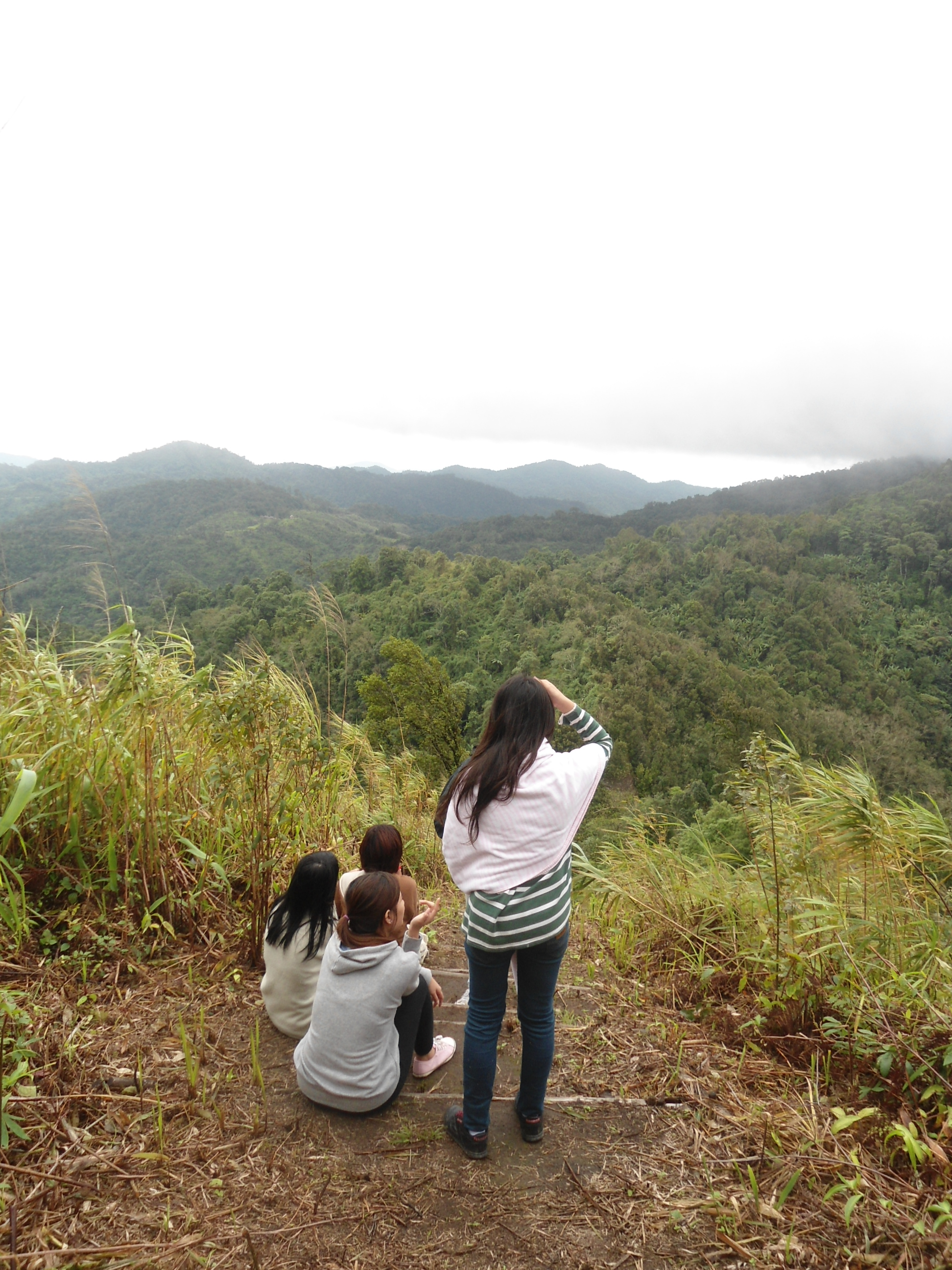
Point de vue de Phu Sawan (1429 m d'altitude), Parc national de Mae Wong

Quelques oiseaux du Parc national de Mae Wong
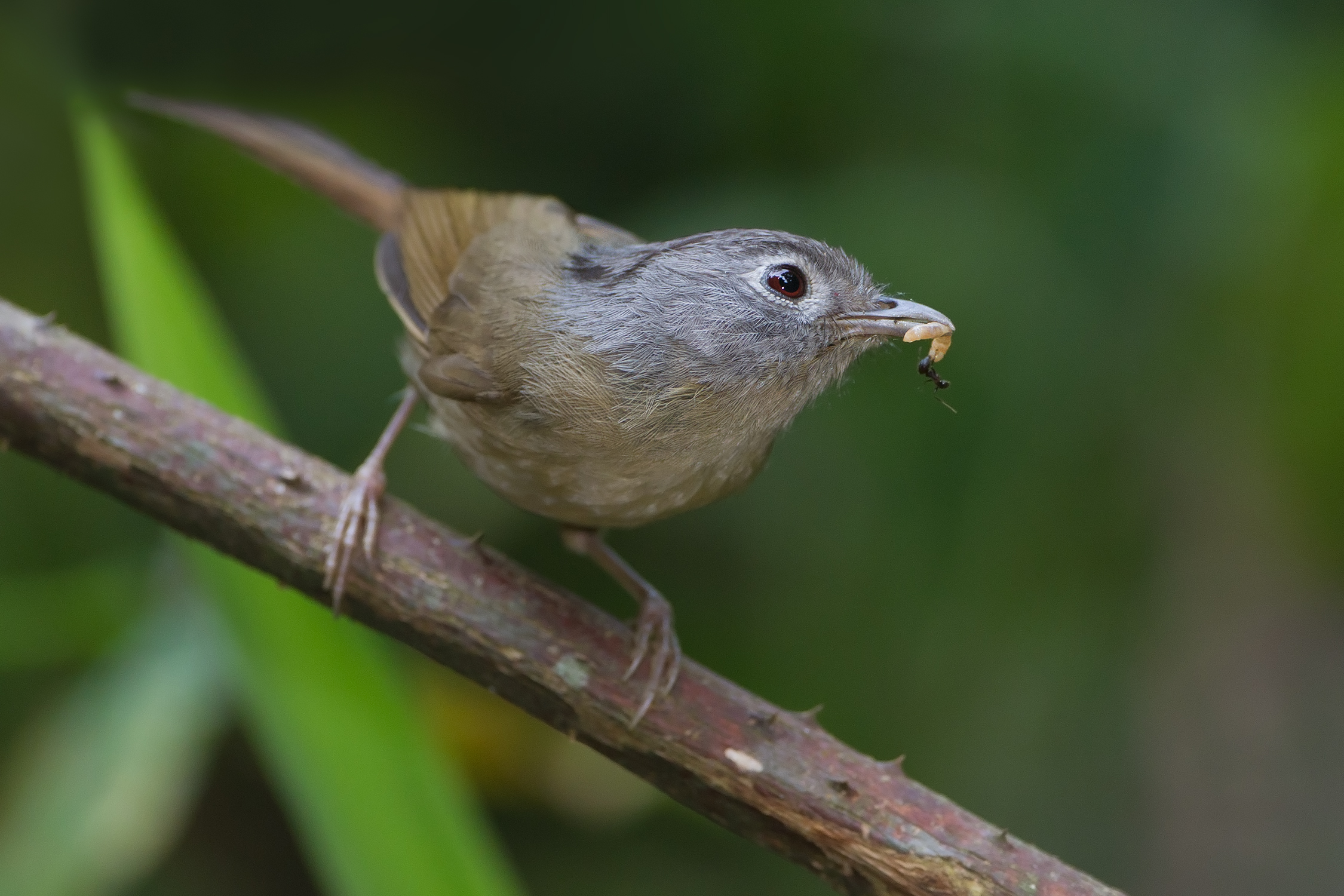
Alcippe de Rippon
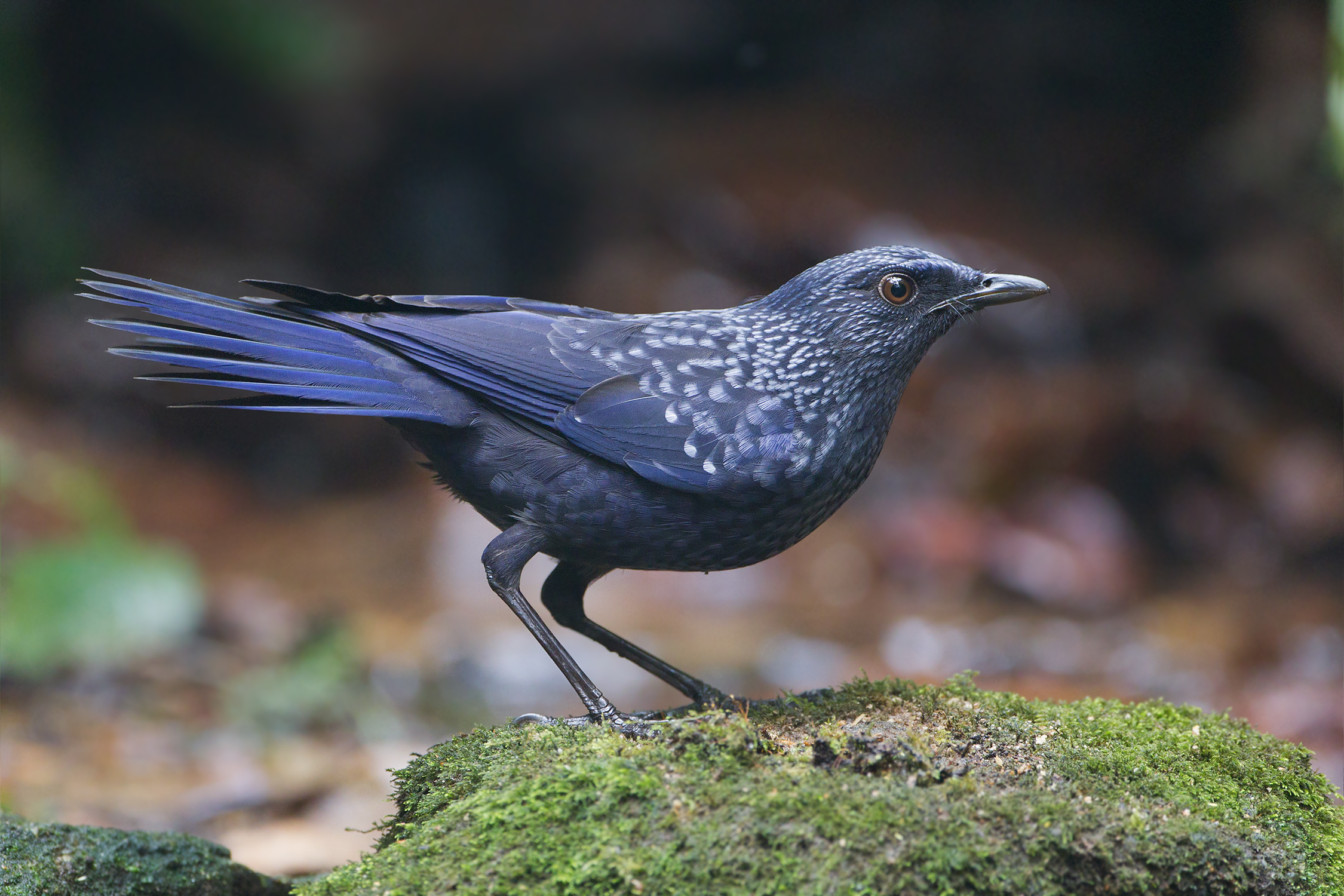
Arrenga siffleur
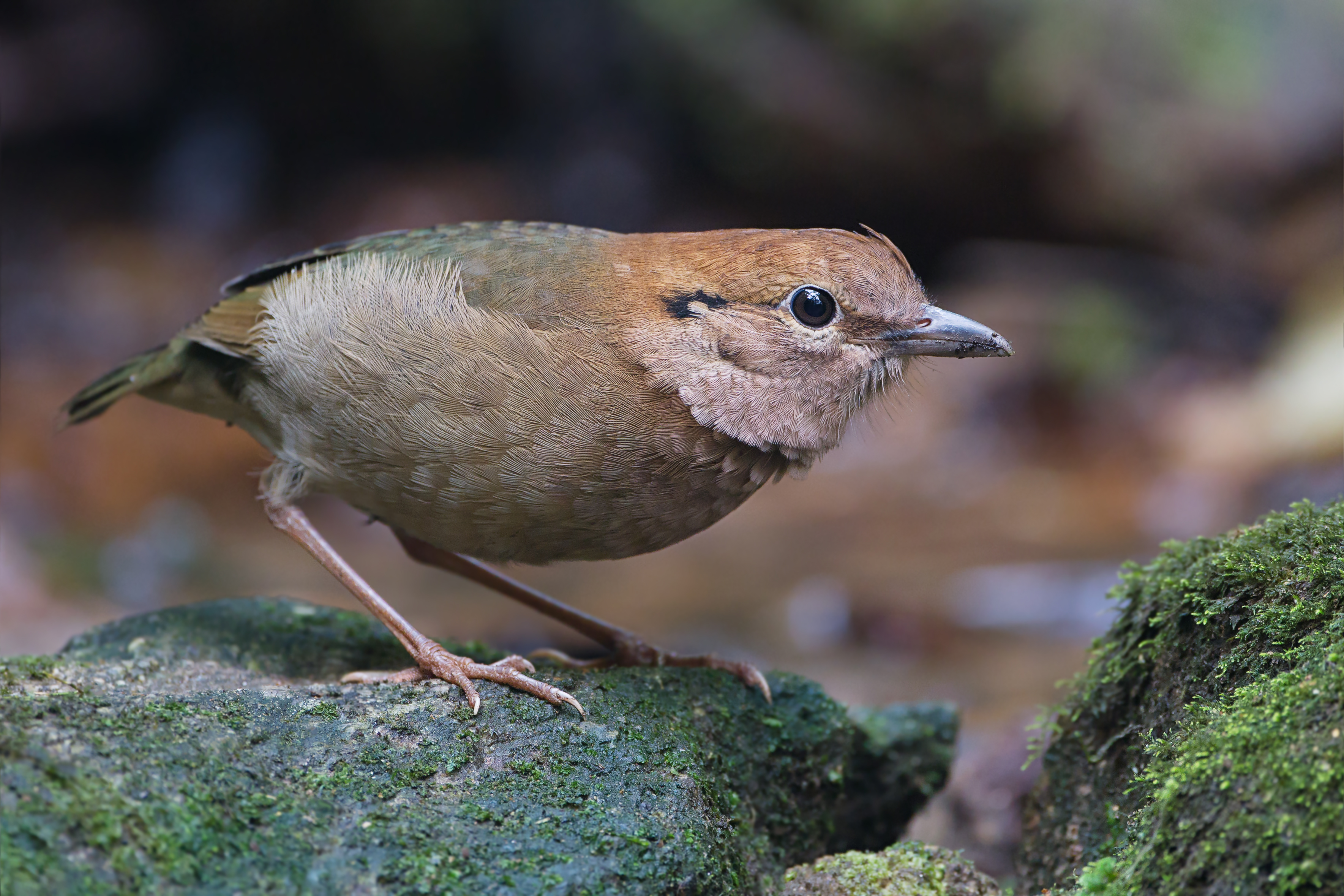
Brève à nuque fauve
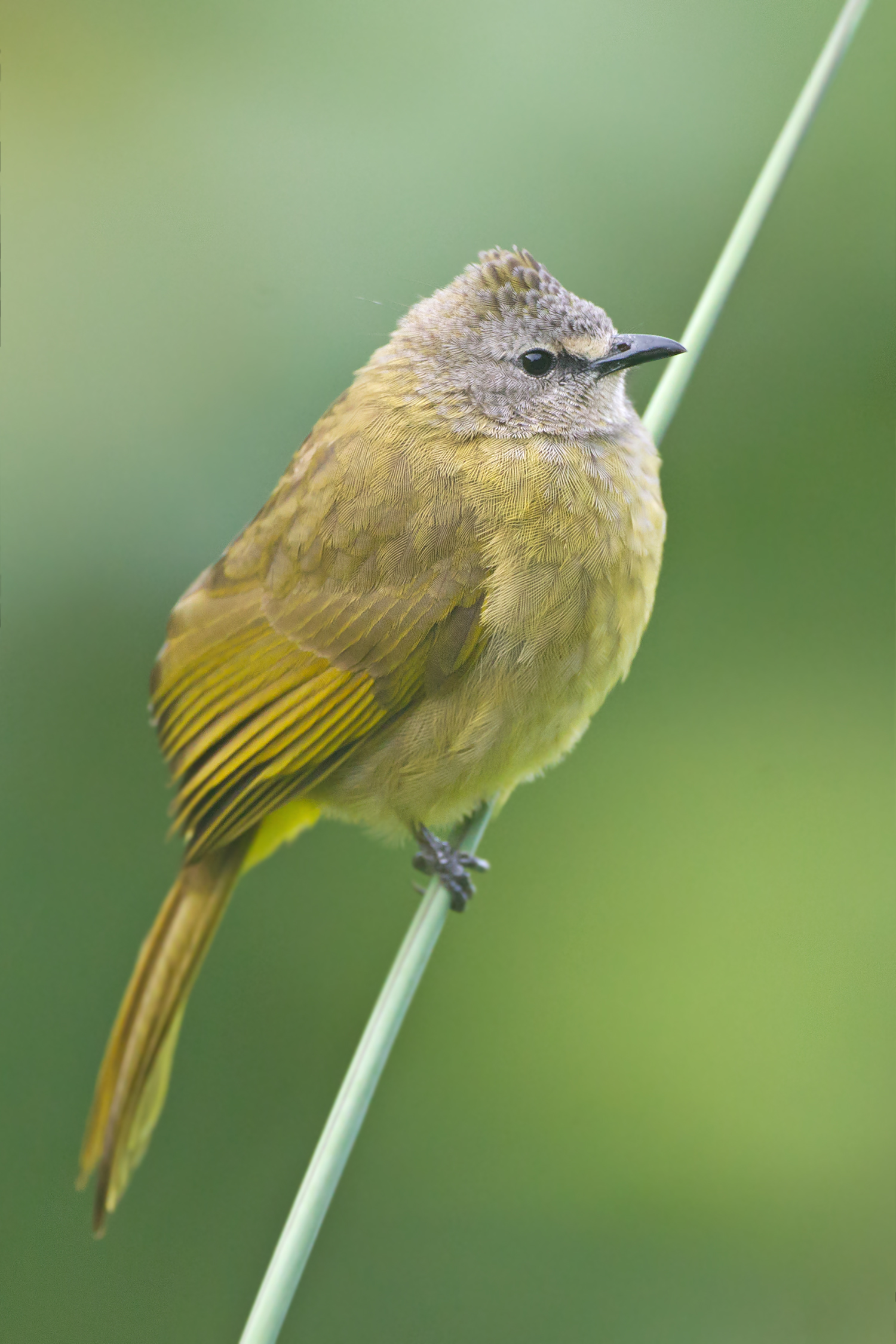
Bulbul flavescent
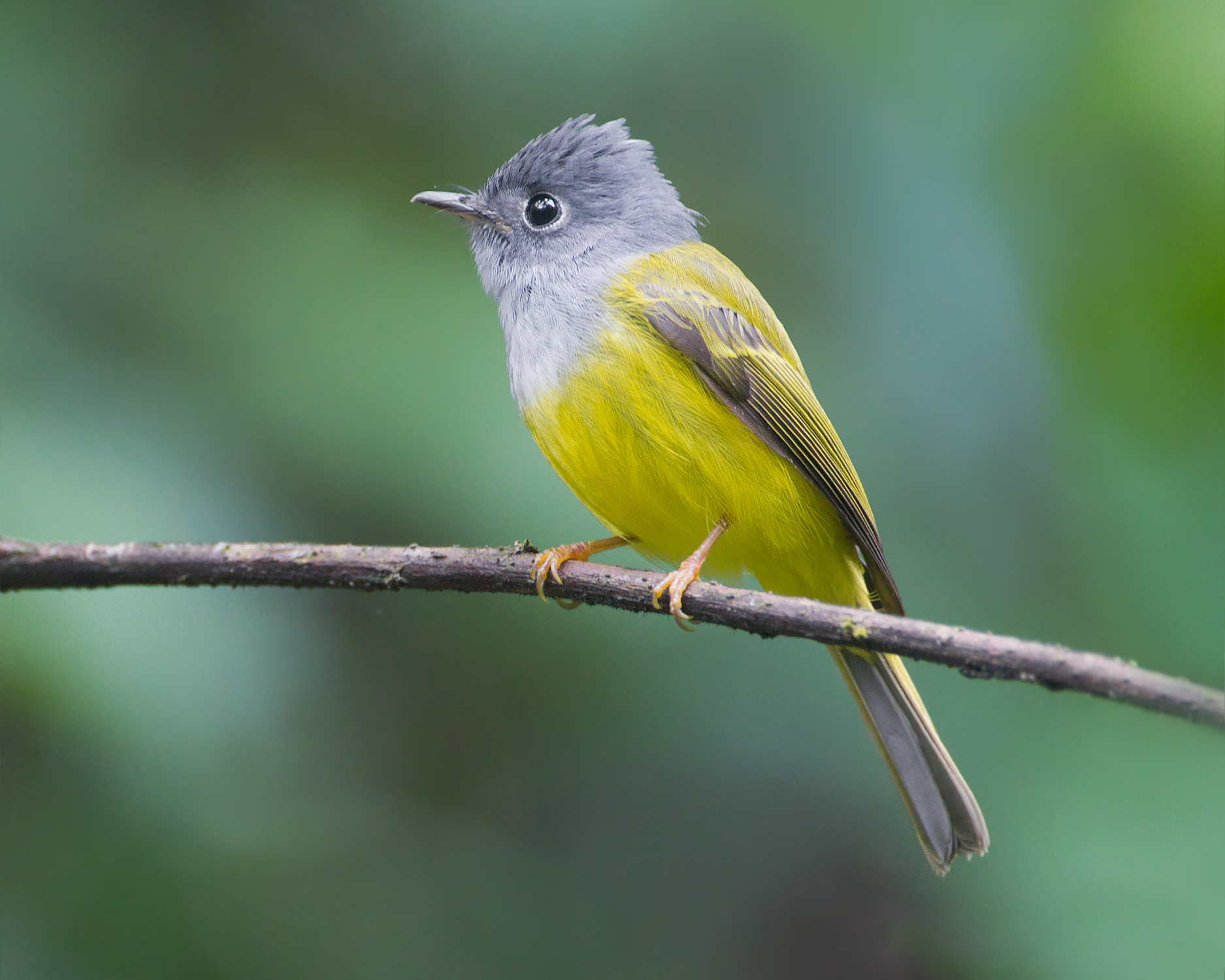
Gobemoustique à tête grise (Culicicapa ceylonensis)
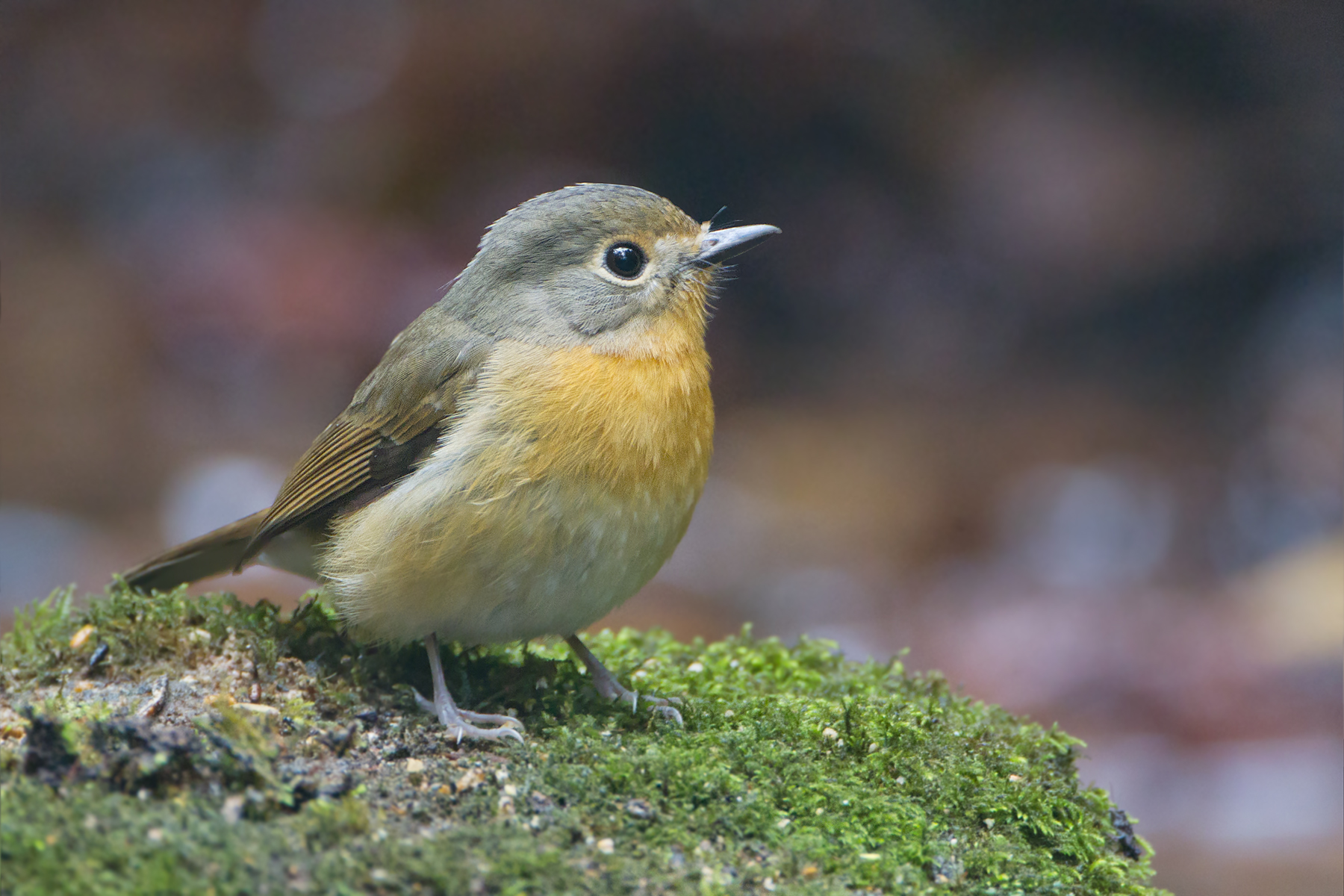
Gobemouche de White femelle (Cyornis whitei)
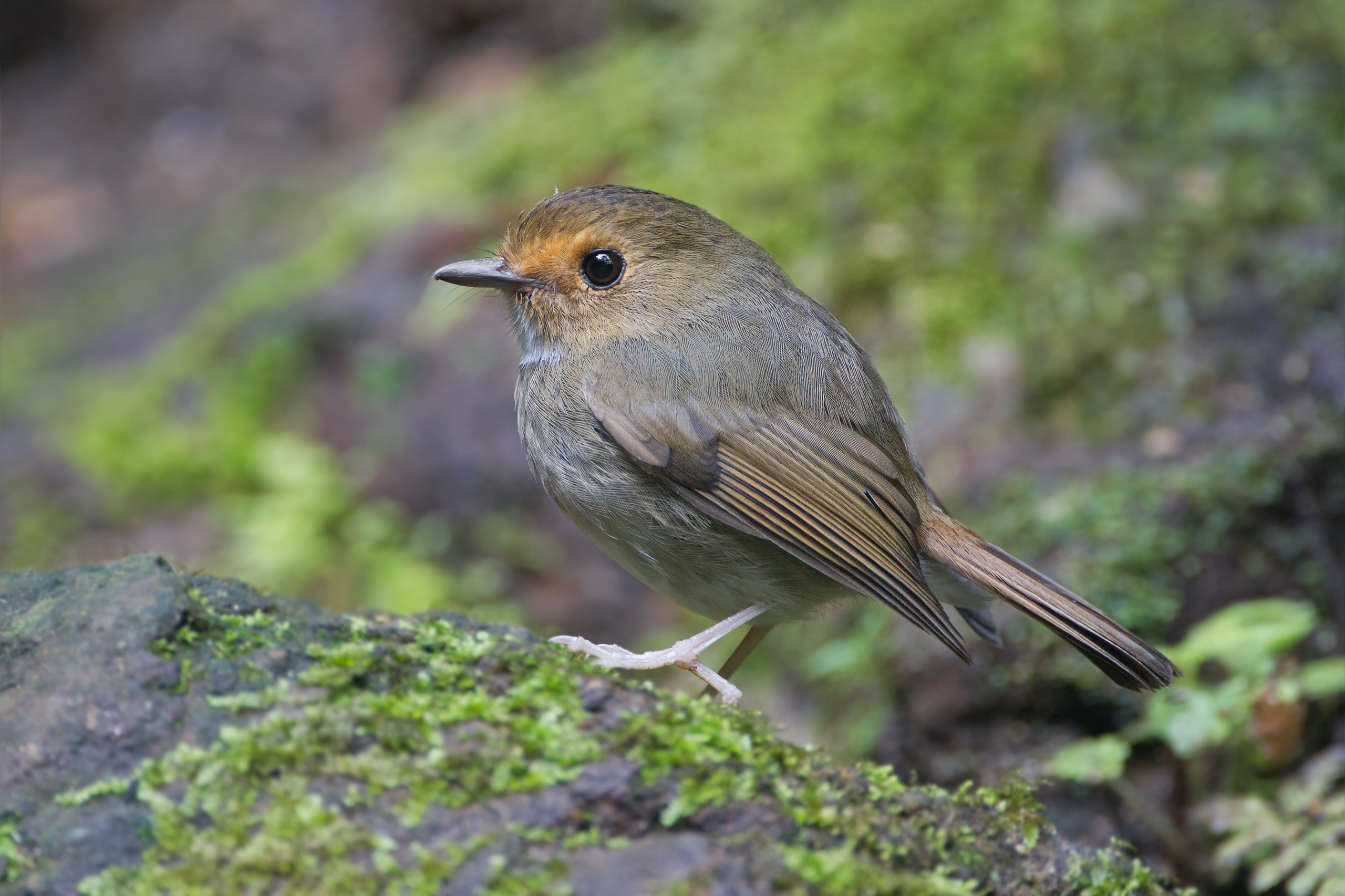
Gobemouche à face rousse
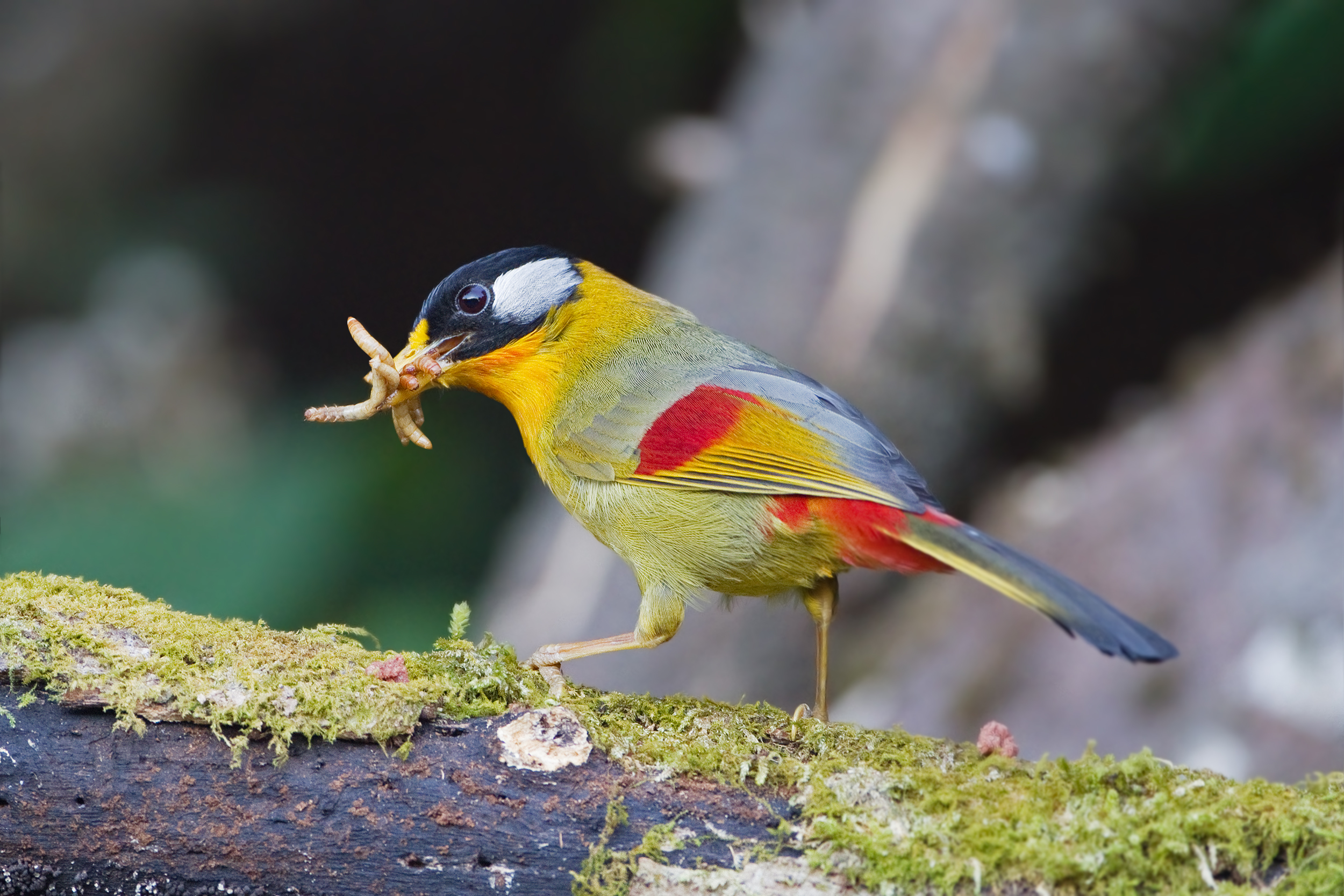
Léiothrix à joues argentées
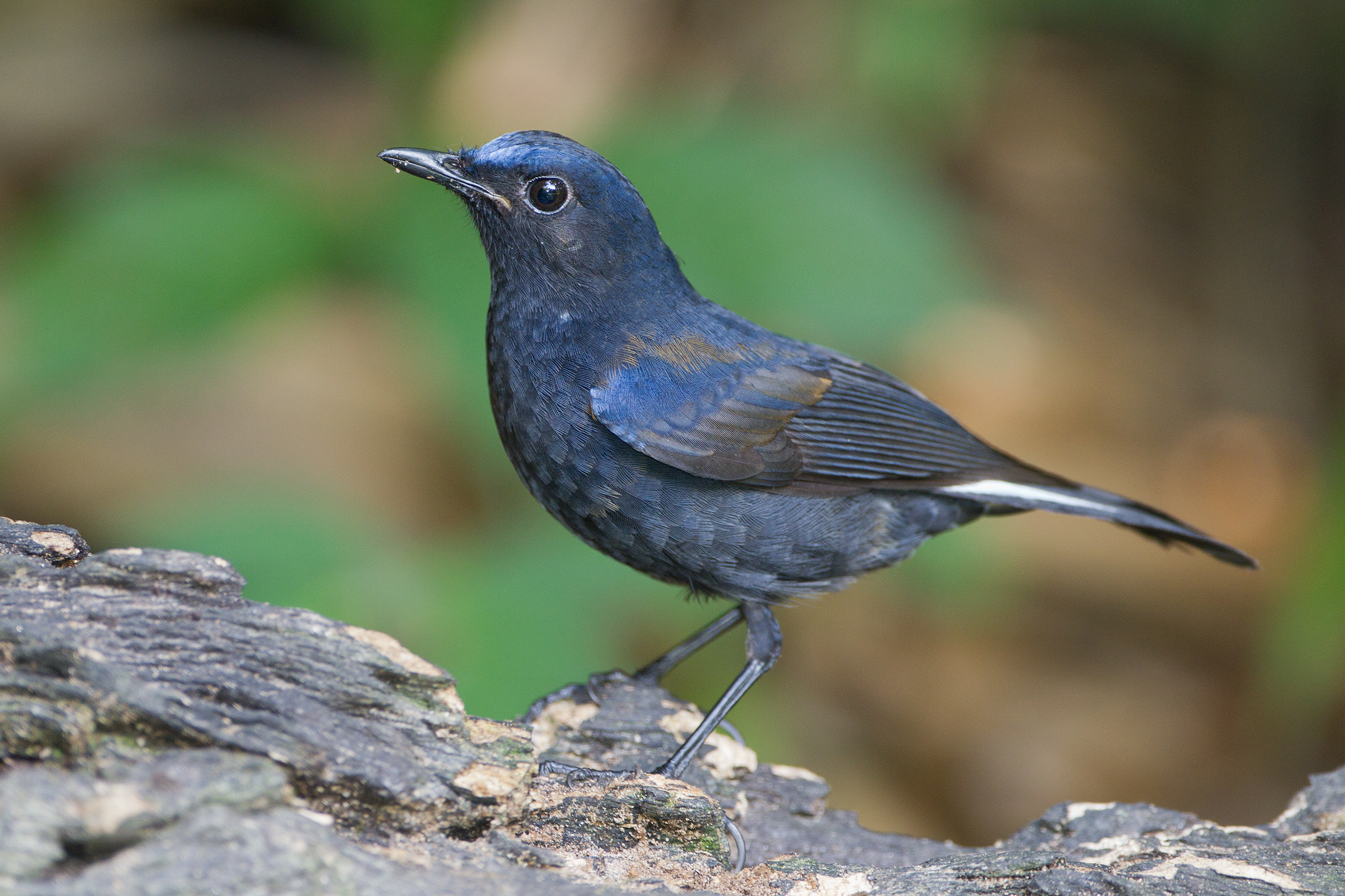
Notodèle à queue blanche
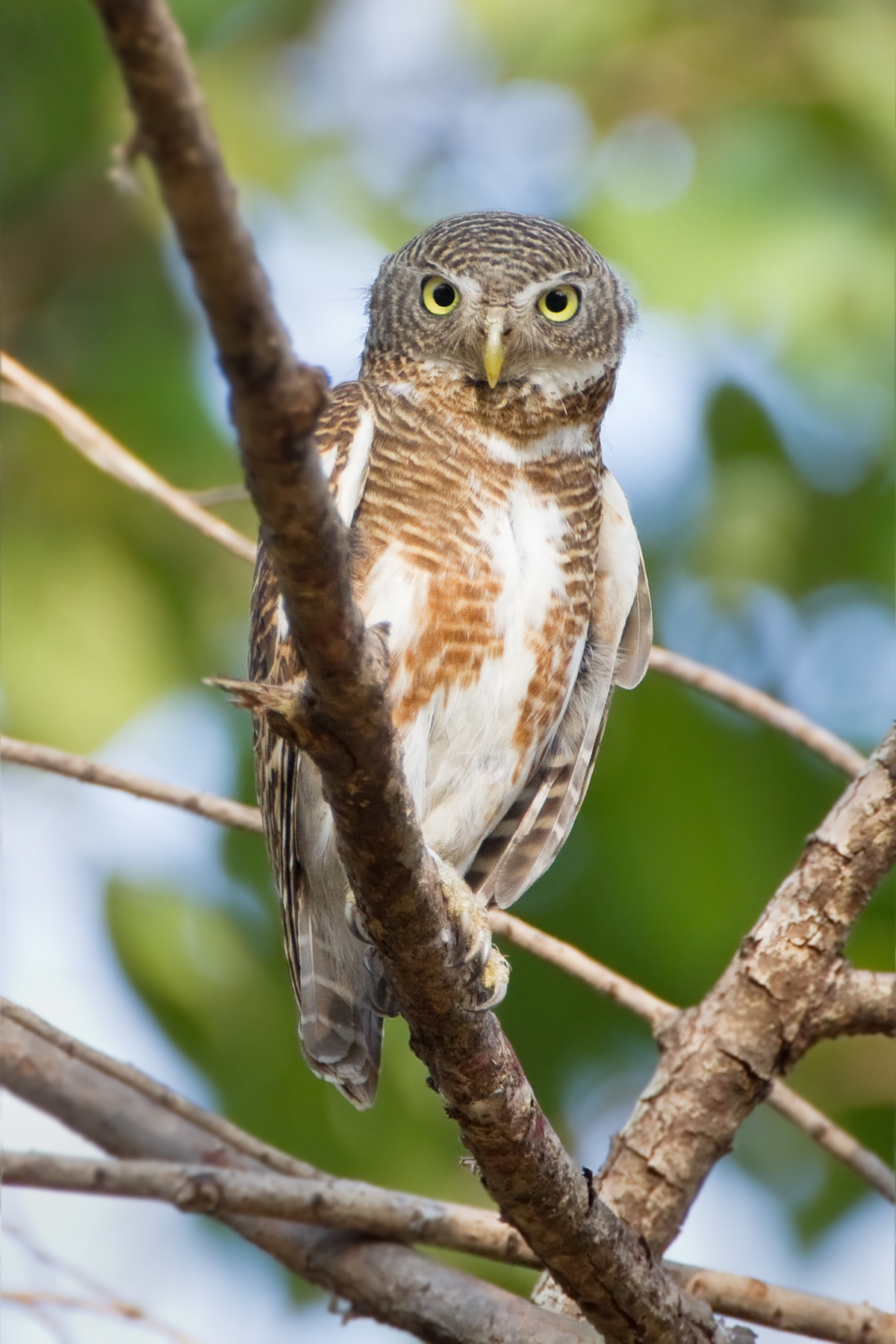
Chevêchette cuculoïde
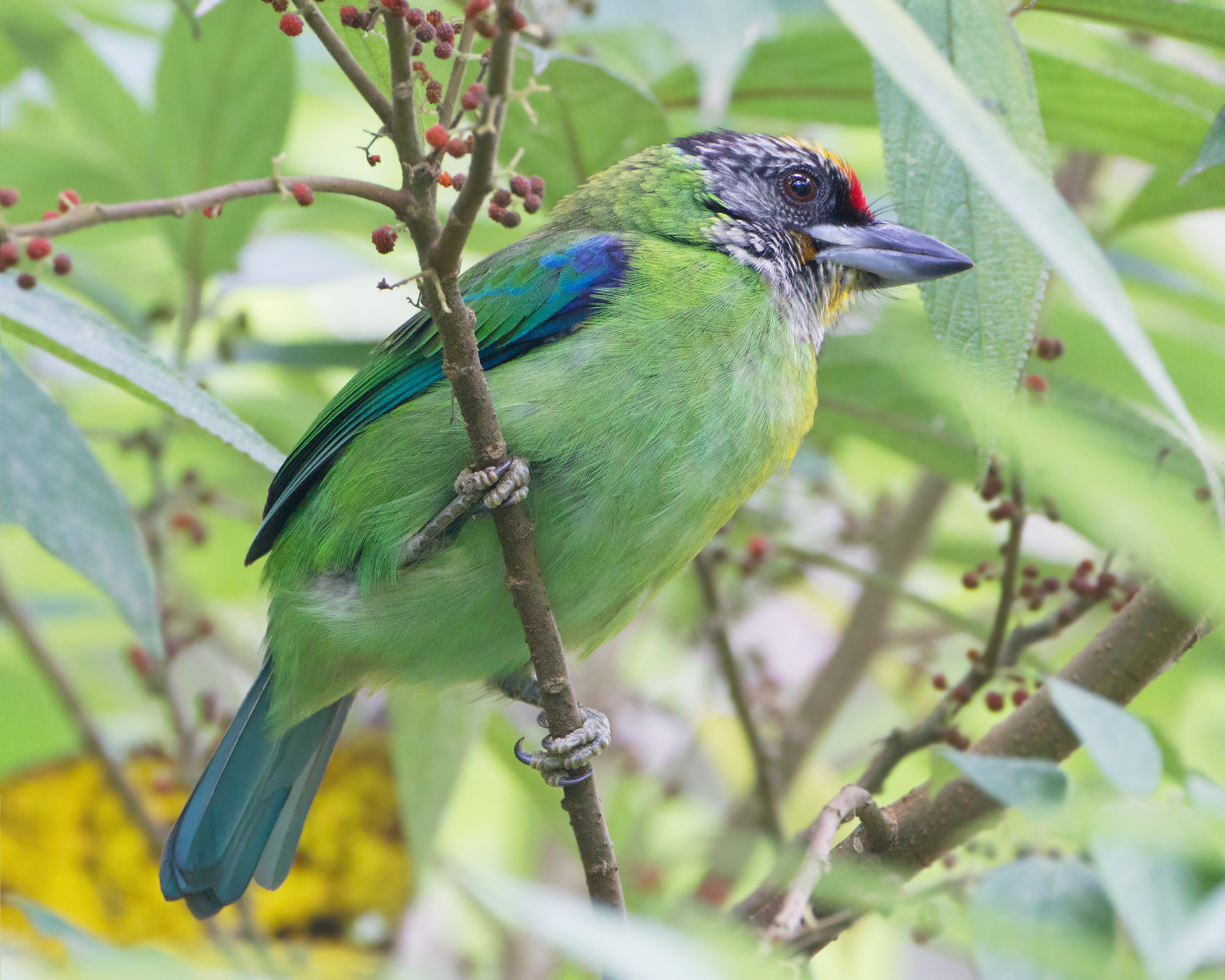
Barbu de Franklin
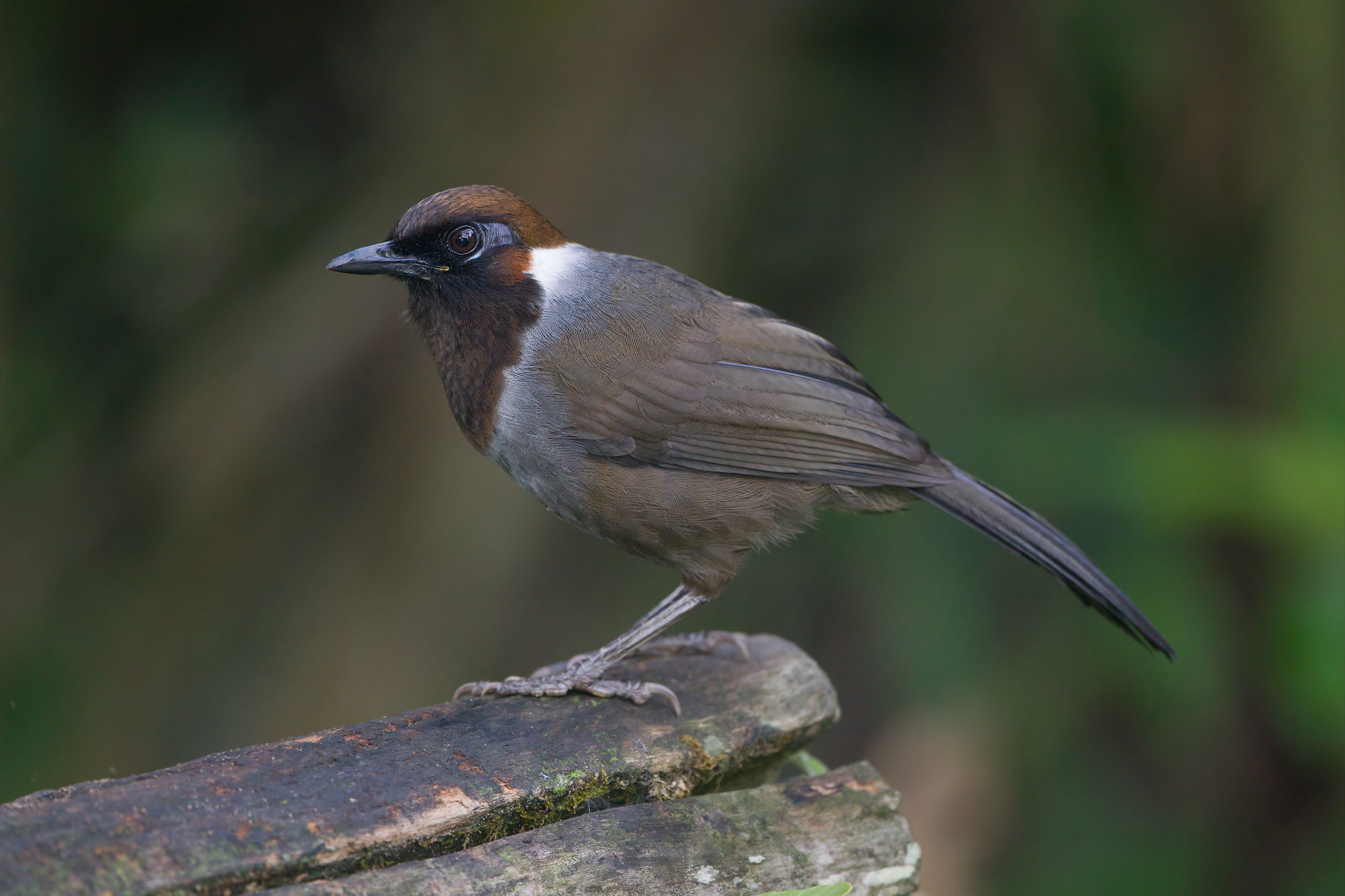
Garrulaxe bruyant
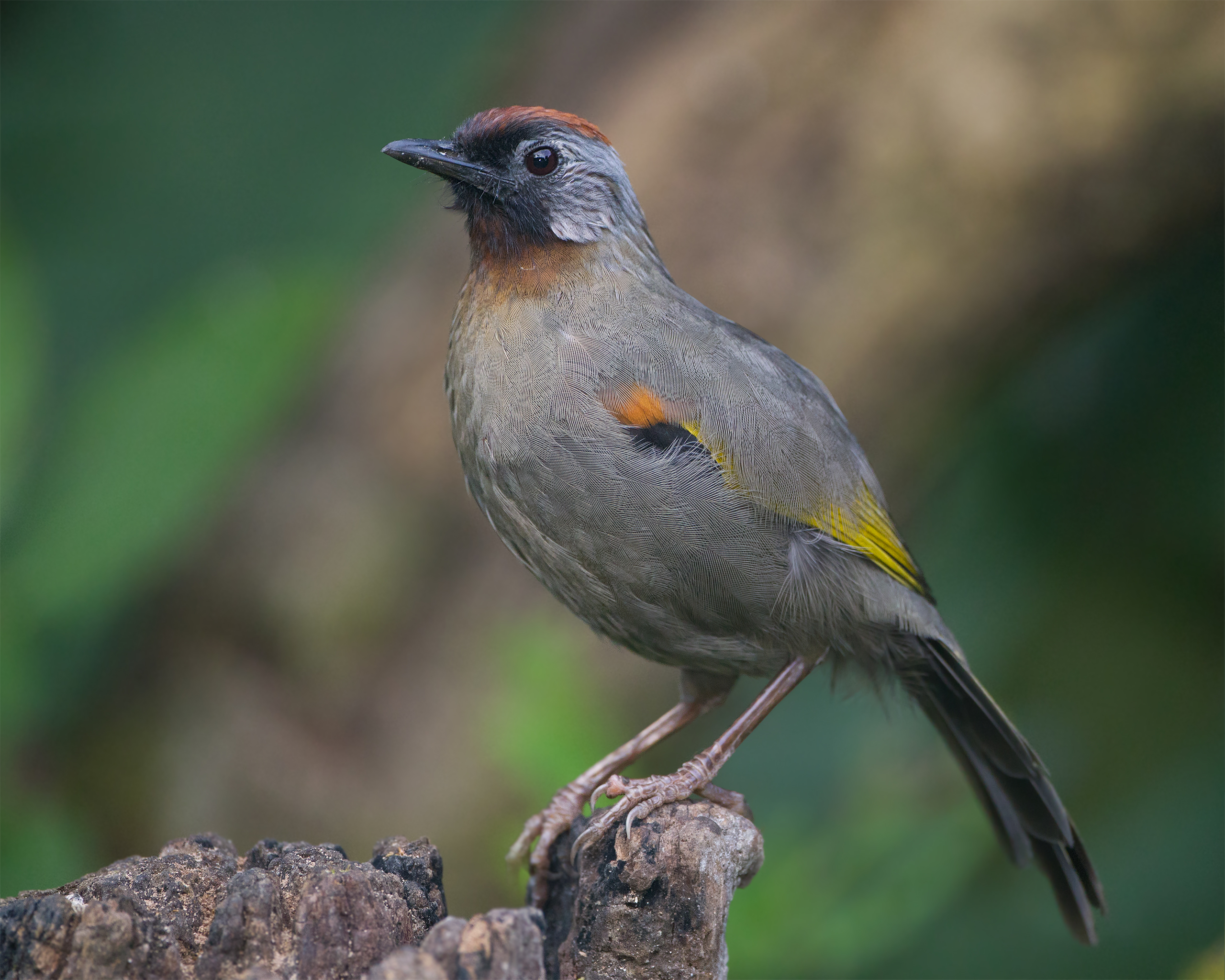
Garrulaxe de Blyth